# Parafia Przemienienia Pańskiego w Płocku
Parafia Przemienienia Pańskiego – parafia prawosławna w Płocku, w dekanacie Warszawa diecezji warszawsko-bielskiej.
Na terenie parafii funkcjonuje 1 cerkiew i 1 kaplica:
- cerkiew Przemienienia Pańskiego w Płocku – parafialna
- kaplica św. Michała Archanioła w Płocku – cmentarna

## Historia
Pierwsi wyznawcy prawosławia w Płocku pojawili się w latach 30. XIX w. Byli to wojskowi i urzędnicy rosyjscy, którzy przybywali do miasta na polecenie władz carskich. Nabożeństwa odprawiano początkowo w prowizorycznej kaplicy na terenie koszar. W 1842 otwarto prawosławny cmentarz, zlokalizowany przy ulicy Norbertańskiej. Parafię erygowano w 1857. Po upadku powstania styczniowego przystąpiono do budowy okazałej cerkwi przy Placu Floriańskim (dzisiejszy Plac Obrońców Warszawy). Świątynię w stylu bizantyjsko-rosyjskim wzniesiono w latach 1865–1867. W II połowie XIX w. otwarto też 5 prawosławnych kaplic na terenie miasta: w koszarach wojskowych (2), w gimnazjum męskim, w więzieniu oraz – istniejącą do dzisiaj – kaplicę cmentarną św. Michała Archanioła. W latach 1893–1895, w związku ze znacznym wzrostem liczby wiernych (do ponad 1000 osób), cerkiew parafialną rozbudowano.
W czasie I wojny światowej większość prawosławnych mieszkańców Płocka udała się na bieżeństwo. W opuszczonej cerkwi od 1916 zaczęto odprawiać rzymskokatolickie nabożeństwa dla żołnierzy niemieckich. Oficjalne przejęcie cerkwi przez Kościół Rzymskokatolicki nastąpiło już po zakończeniu wojny i odzyskaniu przez Polskę niepodległości; w marcu 1919 w świątyni urządzono kościół garnizonowy. Parafia prawosławna nie zaprzestała jednak działalności. Nową cerkiew otwarto w budynku dawnego klasztoru dominikańskiego (przy ulicy Tadeusza Kościuszki 18), w którym w czasach carskich mieściła się ochronka dla dzieci. Znaczna część uposażenia nowej świątyni pochodziła z dawnej cerkwi. W latach 30. XX w. świątynię parafialną gruntownie odremontowano, przebudowano i wyposażono w ikonostas (do którego ikony napisał mieszkający w Płocku artysta malarz rosyjskiego pochodzenia Aleksy Kiriuszyn).
W latach 1997–1998 odrestaurowano wnętrze, a w 2007–2010 – elewację kaplicy cmentarnej. W 2011 rozpoczęto kolejny remont cerkwi parafialnej.
W 2013 parafia liczyła 35 rodzin. Nabożeństwa odprawiane są według nowego stylu.

## Wykaz proboszczów
- 1857–1867 – ks. A. Strukowski
- 1867–1887 – ks. Włodzimierz Stabnikow
- 1887–1904 – ks. Jerzy Liwotow
- 1904–1906 – ks. Eudoksjusz Biełanowskij
- 1906–1913 – ks. Joann Rajewiez
- 1913–1923 – ks. Aleksander Kiedrowskij
- 1923–1929 – ks. Aleksy Subotin
- 1929–1933 – ks. Roman Kostanowicz
- 1933–1939 – ks. Wiktor Karwowski
- 1939–1945 – o. hieromnich Teodor (Chraszczewskij)
- 1945–1966 – ks. Walenty Kraśnikow
- 1966–1972 – ks. Józef Łysynkiewicz
- 1972–1977 – ks. Paweł Kononiuk
- 1977–1993 – ks. Wiktor Jacewicz
- od 1993 – ks. Eliasz Tarasiewicz